# Csehország adórendszere
Csehország adórendszere központi és helyi adókat foglal magába. 2012-ben az adók a bruttó hazai termék (GDP) 33,8-át tették ki. Az állam legfőbb bevételi forrásai a személyi jövedelemadó, társadalombiztosítási hozzájárulás, általános forgalmi adó és társasági adó.
A személyi jövedelemadó egységesen a bruttó bér 15%-a; ehhez adódik 7% szolidaritási adó azok számára, akiknek a bére meghaladja az átlagbér 48-szorosát. (2015-ben az átlagbér évi 1 277 328 cseh korona). A társasági adó kulcsa 2015-ben 19% volt. A munkavállalásból származó, Csehországban megszerzett jövedelem többféle társadalombiztosítási hozzájárulás alapját képezi. 
Az általános forgalmi adó általános kulcsa 2015-ben 21% volt. 15%-os kedvezményes kulcs vonatkozik az alapvető élelmiszerekre, egyes gyógyszerekre és orvosi felszerelésekre, fűtésre, szociális lakbérre, újságokra, illetve 10% az áfa mértéke csecsemőételek, egyes gyógyszerek, könyvek, malomipari termékek és a gluténmentes diétához szükséges termékek esetében.
Társadalombiztosítási hozzájárulások 2015-ben
| Biztosítás célja      | Munkavállaló | Munkaadó |
| --------------------- | ------------ | -------- |
| nyugdíjalap           | 6,5/8,5%     | 21,5%    |
| betegbiztosítási alap | 0,0%         | 2,3%     |
| foglalkoztatási alap  | 0,0%         | 1,2%     |
| egészségbiztosítás    | 4,5%         | 9,0%     |
| Összesen              | 11,0/13,0%   | 34,0%    |

## Történet
A 18–19. században a Cseh Királyság az Osztrák Birodalom egyik legiparosodottabb részeként az adóterhek jelentős részét állta. 1750-ben például a birodalom összes adóbevételének 32%-a származott Csehországból.

## Fordítás
Ez a szócikk részben vagy egészben  a   Taxation in the Czech Republic című angol Wikipédia-szócikk ezen változatának fordításán alapul.  Az eredeti cikk szerkesztőit annak laptörténete sorolja fel. Ez a jelzés csupán a megfogalmazás eredetét és a szerzői jogokat jelzi, nem szolgál a cikkben szereplő információk forrásmegjelöléseként.